# Podgórze Duchackie
Podgórze Duchackie là một trong 18 quận của Kraków, nằm ở phía nam của thành phố. Cái tên Podgórze Duchackie xuất phát từ hai ngôi làng hiện là một phần của huyện.
Theo Tổng cục Thống kê Trung ương dữ liệu, diện tích của huyện là 9,54 kilômét vuông (3,68 dặm vuông Anh) và 52 859 người sinh sống ở Podgórze Duchackie.

## Phân khu của Podgórze Duchackie
Podgórze Duchackie được chia thành các phân khu nhỏ hơn (osiedles). Đây là danh sách.
- Kurdwanów
- Kurdwanów Nowy
- Osiedle Piaski Nowe
- Osiedle Podlesie
- Piaski Wielkie
- Wola Duchacka
- Wola Duchacka Wschód
- Wola Duchacka Zachód